# Pietro Grimani
Pietro Grimani (Venecia, 5 de octubre de 1677 - ib., 7 de marzo de 1752) fue un estadista veneciano que sirvió como el 115.º dux de la República de Venecia desde el 30 de junio de 1741 hasta su muerte.

## Biografía
Grimani era un hombre culto y erudito, que escribía poesía y contó entre sus conocidos a Isaac Newton, que había conocido mientras se desempeñaba como diplomático en Inglaterra. Le sucedió como dogo Francesco Loredan.